# فرق مختلطة أولمبية في الألعاب الأولمبية الصيفية 1896
في الدورات الأولى من الألعاب الأولمبية، شاركت عدّة فرق مكونة من رياضيين من جنسيات مختلفة في الأحداث الجماعية. وعليه، أنشأت اللجنة الأولمبية مُسمّى «الفرق المختلطة الأولمبية» (برمز ZZX) للإشارة لهذه المجموعة من الرياضيّين. وفي دورة الألعاب الأولمبية الصيفية 1896، حقّقت الفرق ثلاث ميداليات.

## الميداليات
| الميدالية | الرياضيون                                                       | الرياضة | الحدث   |
| --------- | --------------------------------------------------------------- | ------- | ------- |
| ذهبية     | جون بيوس بولاند (بريطانيا العظمى) · فريدريش تارون (ألمانيا)     | Tennis  | doubles |
| فضية      | ديونيسيوس كاسداغليس (اليونان) · ديمتريوس بيتروكوكينوس (اليونان) | Tennis  | doubles |
| برونزية   | ادوين فلاك (أستراليا) · George S. Robertson (بريطانيا العظمى)   | Tennis  | doubles |